# 阿曼茲龍屬
阿曼茲龍（以瑞士地质学家阿曼兹·格雷斯利命名）是来自瑞士穆捷鲁切内特组的一屬图里亚龙类蜥脚下目恐龙。模式種和唯一的物種是格氏阿曼茲龍（Amanzia greppini），最初被命名为鸟面龍的一個物種。

## 發現与命名

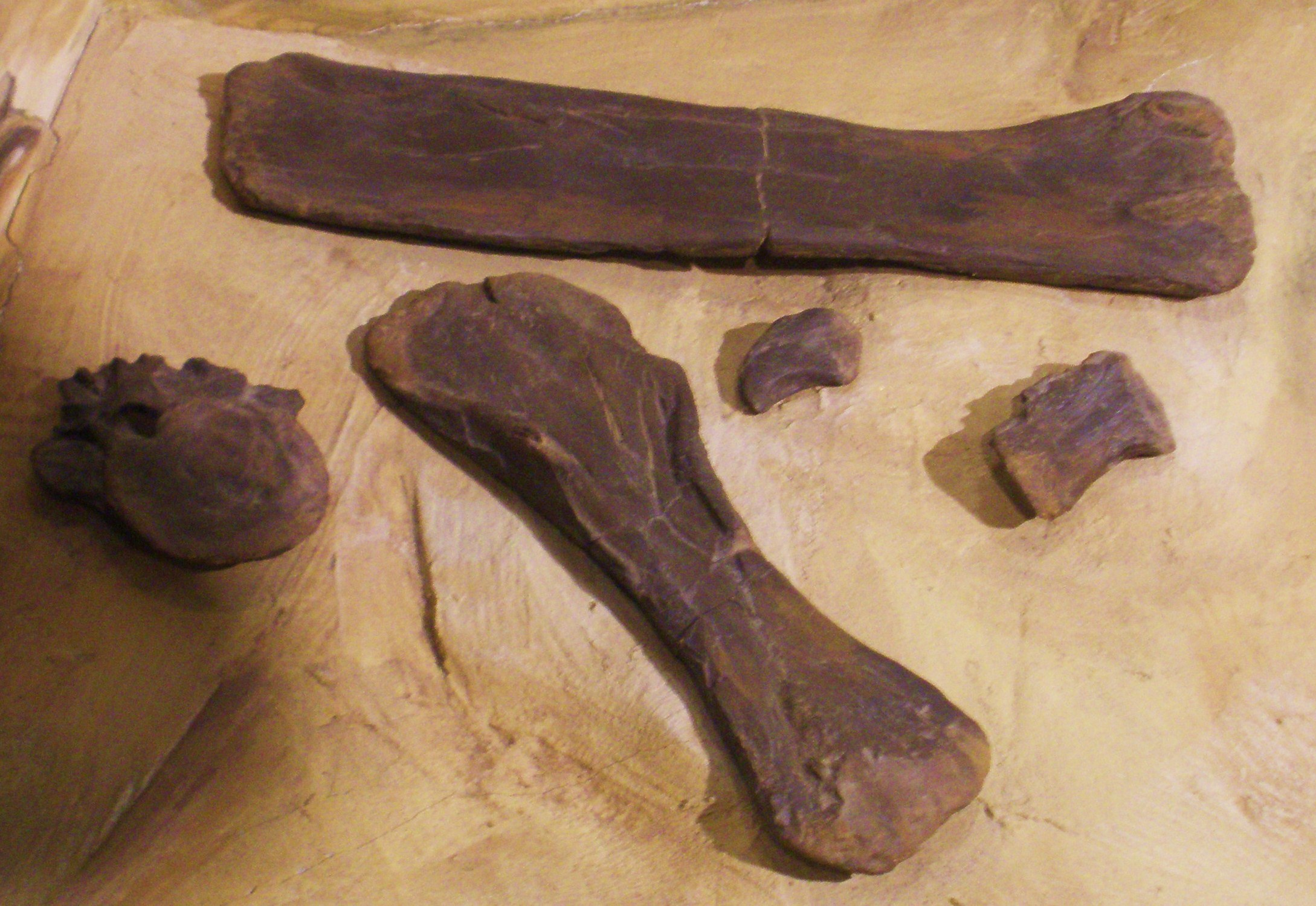
肱骨，部分股骨，两块椎骨和一个趾甲

體型比例圖

这些遗骸最初是在19世纪60年代由工人在Basse Montagne的一个石灰采石场发现的，一些遗骸被卖给了收藏家；当地质学家让·巴蒂斯特·格雷平（Jean-Baptiste Greppin）听说这件事时，他买下了所有剩余的骨骼，并将它们添加到巴塞尔自然史博物馆的收藏中。由于与一颗兽脚类牙齿有关联，它们被误认为属于兽脚类动物，格雷平为此创造了“梅里安氏斑龙”的名字（"Megalosaurus meriani"）。1920年，沃纳·詹尼斯将这颗牙齿重新分配给了贪食龙属（Labrosaurus）。然而，在1922年，詹尼斯意识到椎骨属于蜥脚类动物，所以他写信给弗里德里希·冯·休尼，将它命名为格氏鸟面龙。 1927年，冯·休尼将这一物种归入他的新属似鲸龙。从那时起，它就很少受到关注，很少有报纸提到它，通常认为它是一个疑名，不作进一步的评论。
2003年，安托万·海茨（Antoine Heitz）首次对其化石进行清理和制备后，人们意识到它与似鲸龙的关系并不大。2005年，C. Hofer的一篇硕士论文致力于这一主题对其进行了研究。2007年，报告了其四肢关节上罕见的软骨化石。2020年，Daniela Schwarz、Philip D. Mannion、Oliver Wings和Christian A. Meyer给它起了新的属名――阿曼兹龙（Amanzia），以瑞士地质学家阿曼兹·格雷斯利的名字命名，他是瑞士最早发现恐龙骨骼的人。而阿曼兹龙本身就是第一个根据瑞士发现的遗骸命名的蜥脚类动物。
在2020年，人们没有选择任何选模标本，命名作者保留了休尼指出的最初的正模标本系列，由49块骨头组成。发现化石的鲁切内特组（Reuchenette Formation）可以追溯到启莫里阶早期，距今约1.57亿年。它们包括一些颈椎、尾椎、肩带、骨盆和四肢材料。博物馆收藏的另外75个蜥脚类动物标本来自于同一地点，2020年归类于该物种。这些化石还包括一些有限的颅骨材料和一颗断裂的牙齿。这些骨头没有关节，通常是因为受到强烈的挤压，在被强行从岩石中取出时受到了严重损坏。冯·休尼已经得出结论，这些化石材料代表两到三具个体；到2020年，这一数字至少增加到四具。其中，个体“A”和“B”的大小大致相同，与之相比，个体“C”长15%，个体“D”短20%，这些化石中明显没有一具属于幼龙。